# نوبویاسو ایکدا
نوبویاسو ایکدا (انگلیسی: Nobuyasu Ikeda؛ زادهٔ ۱۸ مهٔ ۱۹۷۰) بازیکن فوتبال اهل ژاپن است.
از باشگاه‌هایی که در آن بازی کرده‌است می‌توان به باشگاه فوتبال اوراوا رد دیاموندز و باشگاه فوتبال کاوازاکی فرونتال اشاره کرد.